# Europese weg 531
De Europese weg 531 of E531 is een Europese weg die loopt door de Duitse deelstaat Baden-Württemberg van Offenburg naar Donaueschingen. De weg loopt hierbij uitsluitend door Duitsland.

## Algemeen
De Europese weg 531 is een Klasse B-verbindingsweg en verbindt het Zuid-Duitse Offenburg met Donaueschingen en komt hiermee op een afstand van ongeveer 95 kilometer. De route is door de UNECE als volgt vastgelegd: Offenburg - Donaueschingen

## Duitsland
De E531 begint bij afslag 55 (afsplitsing van E35), van de A5 als Bundesstraße 33a. Na deze korte (circa 2 km) bundesstraße te volgen tot Offenburg, gaat de E531 verder via de Bundesstraße 33. Vanaf Bad Dürrheim loopt de Bundesstraße 33 via hetzelfde traject als de Bundesstraße 27. Deze Bundesstraße 27 wordt nog gevolgd totdat de A864 hierop aansluit. De E531 volgt vanaf hier deze A864 tot het eindpunt bij Kreuz Bad Dürrheim op de A864 (aansluiting E41) nabij Sunthausen.

## Europese wegen die de E531 kruisen
Tijdens de route kruist de E531 in volgorde de volgende Europese wegen:
- De E35, bij Offenburg in Duitsland.
- De E41, bij Donaueschingen in Duitsland.